# Romanogobio kesslerii
Romanogobio kesslerii é uma espécie de peixe actinopterígeo da família Cyprinidae.
Pode ser encontrada nos seguintes países: Austria, Bulgária, Croácia, República Checa, Hungria, Moldávia, Polónia, Roménia, Sérvia e Montenegro, Eslováquia, Eslovénia e Ucrânia.